# Ксиропотам
Ксиропотам (греч. Μονή Ξηροποτάμου) — православный монастырь на западном склоне горе Афон, над пристанью Дафни. Восьмой в иерархии Афонских монастырей. В 1990 году там было 40 монахов. Считается древнейшим монастырем на Афоне и вторым местом проживания после Кареи. Название этого монастыря (Сухой поток) дано ему по месту у глубокого оврага с ручьём, пересыхающим в летнюю жару, но зимой широким и глубоким. К владениям монастыря относится растущий поблизости каштановый лес.
Наиболее сложный для посещения паломниками, поскольку принимает паломников с диамонитирионами (разрешениями на посещение святой горы) выданными монастырем (в отличие от общих).

## Описание
Монастырь имеет форму каре, стороны которого образуют трехэтажные корпуса. В центре этого квадрата расположен главных храм (кафоликон). Монастырь имеет встроенную колокольню в северной части и вход-архондарик в восточной. Во внутреннем дворе также имеется водосвятная мраморная чаша (фиала) XVIII века. В южном корпусе на первом этаже расположена трапезная. К архитектурным украшениям относятся колонны и арки. Также в монастыре имеются пекарня, кладовые и библиотека. В стилистике заметно влияние барокко.
Соборный храм монастыря во имя Сорока мучеников Севастийских имеет крестовидной форму и пять куполов на высоких барабанах (один из них центральный) с двумя приделами: правым «Успения» и левым «Косьмы и Дамиана». Здание построено в 1761 году, расписан в 1783 году на пожертвования, которые собрал во Влахии монах Кесарь Дапонтэ с острова Скопелос. Вход в большой храм монастыря украшают две иконы, изображающие Архангелов Гавриила и Михаила. С внутренней стороны купола изображен Христос Пантократор.

## История
По преданию, основание Ксиропотама положено в V веке правительницей Византийской империи, царевной Пульхерией, сестрой императора Феодосия II. Ею сооружён там храм в честь 40 севастийских мучеников, о которых ей было видение. В VII и VIII веках обитель Пульхерии опустела, но царевич Павел, появившись на Сухом протоке и основав монастырь, носящий его имя, обратился к императору Роману с представлением о восстановлении Ксиропотама. Ходатайство его было уважено, но века три спустя восстановленный монастырь был разрушен землетрясением при Михаиле Палеологе, как утверждают афонские сказания — в наказание за принятие унии с Римом.
Андроник Палеолог вновь построил здания, ныне существующие в Ксиропотаме, ещё раз пострадавшие в XVI веке от пожара и отстроенные султаном Селимом на собственные средства. Согласно легенде — как доказывает султанская грамота от 9 марта 1520 года, хранимая в славянском переводе в обители — султан имел во сне видение 40 мучеников, повелевших обновить Ксиропотам, в благодарность Богу за помощь, оказанную туркам при покорении Египта. После того Ксиропотам украшали валахские господари. В 1609 году в монастыре случился очередной опустошительный пожар. В 1761—1763 годах был восстановлен монастырский собор, а 1783 году он был расписан..

## Реликвии
К реликвиям монастыря относятся:
- Частица креста из Животворящего Древа (брусок 31х25х16 см)[4] — дар восстановителя, императора Романа, по хрисовулу февраля 1034 года.
- крест — дар Пульхерии, с частицами мощей 40 мучеников, её же чаша из яшмы и богослужебная утварь.
- икона святого Димитрия Солунского, будто бы находившаяся до 1453 года в Софийском храме в Константинополе, резная из зелёного мрамора, с надписью, в которой упомянуты имена Романа и Андроника.
- мощи: кости рук святого Игнатия Богоносца, Григория Богослова и ног святого Василия Великого, Григория — просветителя Армении, Андрея Критского и святого апостола Варфоломея.